# De Biks
De Biks is een poldermolen van de Onnerpolder en staat ten oosten van Onnen nabij het Drentsche Diep in de provincie Groningen. De Biks of Onner Biks was tevens de naam van een meertje ten westen van de molen, dat via de watergang De Biks met de molen was verbonden.
De molen werd in 1857 gebouwd en werd eind jaren twintig van de twintigste eeuw geheel gemoderniseerd met het wiekenkruis en schroefpompen naar het idee van molenmaker Dekker. De molen, die vroeger een vijzel had, bezit thans twee schroefpompen. Een elektromotor kan de pompen ook aandrijven. De roeden van het wiekenkruis zijn 23,40 meter lang en zijn voorzien van het Dekker-systeem met zelfzwichting. De molen is eigendom van het waterschap Hunze en Aa's. De molen draait en maalt zeer zelden.